# Blue Funnel H-Klasse
Die H-Klasse (englisch: „H“ class oder „H“ Boats) der britischen Blue Funnel Line wurde ab 1949 in vier Einheiten gebaut. Die Schiffe der H-Klasse entstanden auf zwei verschiedenen Bauwerften und waren für den Australiendienst der Reederei entwickelt worden. Der Begriff H-Klasse leitete sich von einigen mit dem Buchstaben „H“ beginnenden Schiffsnamen ab.

## Einsatz der Schiffe
Die Lebensläufe der Schiffe waren verhältnismäßig unaufgeregt. Die Taufe der Hector wurde im Juli 1949 vom britischen Premierminister Clement Attlee vorgenommen. Als die Helenus am 9. November 1949 im Gladstone Dock im Liverpool die Ladung für ihre Jungfernreise an Bord nahm, kam es im Dock zu einem Brand, woraufhin sie ihre erste Ausreise am 12. des Monats nur mit einer Teilladung begann. Die Jason transportierte 1960 die australische Reitermannschaft mit ihren Pferden von Sydney nach Liverpool, von wo sie weiter zu den Olympischen Spielen nach Rom reisten. An Bord wurde eigens ein Trainingsplatz für die Pferde angelegt. Die Ixion hatte in Australien aufgrund ihres Namens, den man in römischen Zahlen aufteilen konnte, den Spitznamen nine to one on.
Die Schiffe der Fernost- und Australiendienste waren in einen sehr strikten Fahrplan eingebunden und beförderten daher überwiegend eilige Waren zu verhältnismäßig hohen Frachtraten. Die Reederei legte entsprechend großes Augenmerk auf die Pflege und Wartung der Schiffe und sandte sie jeweils zum Abschluss der Rundreise in ein eigens angemietetes Trockendock der Werft Barclay, Curle in Glasgow.
In den Jahren 1961/62 gab man die Passagierbeförderung auf, da sich der Großteil des Passagieraufkommens auf den Flugverkehr verlagerte.

## Technische Beschreibung
Die H-Klasse-Schiffe waren herkömmliche Stückgutschiffe. Der Entwurf war eine Weiterentwicklung der A-Klasse-Schiffe, deren Auslegung die 1938 bis 1942 für das Tochterunternehmen Glen Line gebauten, aber bei Holt entwickelten Schiffe der Glenearn-Klasse zugrunde lagen. Die Schiffe besaßen eine Tragfähigkeit von gut 11.000 Tonnen, sieben Laderäume mit Zwischendecks, Kühlladeräume und Süßöltanks. Der Ladungsumschlag erfolgte mit konventionellem Ladegeschirr. Die H-Klasse-Schiffe waren in großen Teilen identisch mit denen der P-Klasse, verfügten jedoch über eine abweichende Aufteilung der Laderäume und Tanks, sowie über eine deutlich größere Kühlraumkapazität.
Der Antrieb wurde aufgrund der hohen geforderten Geschwindigkeit auf der Fernostroute durch drei über ein Reduziergetriebe auf eine Einzelschraube wirkende Dampfturbinen besorgt. Die mittschiffs angeordneten Aufbauten verfügten über 35 Passagierplätze.

## Die Schiffe
| Schiffsname | Bauwerft / Baunummer | IMO Nummer | Indienststellung | Spätere Namen und Verbleib                                                           |
| ----------- | -------------------- | ---------- | ---------------- | ------------------------------------------------------------------------------------ |
| Helenus     | Harland & Wolff /    | 5146603    | Oktober 1949     | ab 11. Juli 1978 bei der Li Chong Steel & Iron Corporation in Kaohsiung verschrottet |
| Jason       | Swan, Hunter /       | 5170551    | Januar 1950      | ab 23. Mai 1972 bei der Jui Feng Steel Corporation in Kaohsiung verschrottet         |
| Hector      | Harland & Wolff /    | -          | 1950             | ab 5. Juli 1972 in Kaohsiung verschrottet                                            |
| Ixion       | Harland & Wolff /    | 5166029    | Januar 1951      | ab 12. März 1972 bei Salvamiento y Demolici in Villaneuva y Geltru verschrottet      |